# Oligacanthorhynchus lerouxi
Oligacanthorhynchus lerouxi är en hakmaskart som först beskrevs av Bisseru 1956.  Oligacanthorhynchus lerouxi ingår i släktet Oligacanthorhynchus och familjen Oligacanthorhynchidae. Inga underarter finns listade i Catalogue of Life.